# Ralé
Ralé é um filme brasileiro escrito e dirigido por Helena Ignez, lançado em 2015.

## Sinopse
O título do filme é uma referência a uma peça do escritor russo Máximo Gorki. Na história, um barão (Ney Matogrosso), ex-viciado em heroína, inicia uma seita que conduz rituais com ayahuasca. A Exibicionista (Simone Spoladore) é uma atriz escalada para um filme dirigido por duas crianças. Segundo a diretora, é "uma chanchada cósmica: modernista e tropicalista"